# الفساد في تونس
مقالة الفساد في تونس  تعني حالة الفساد في تونس.

## نظرة عامة
يُقدر أن تونس فقدت أكثر من 1 مليار دولار أمريكي سنويا في الفترة ما بين 2000 و2008 وذلك بسبب الفساد والرشوة والعمولات التجارية غير الشرعية ثم الأنشطة الإجرامية.
وضع المجلس الوطني التأسيسي مبادرة مكافحة الفساد في ديسمبر 2012 والتي تهدف إلى إنشاء نظام النزاهة الوطني قصد تعزيز السياسة الوطنية المستقلة لمكافحة الفساد في السلطة، وتعزيز مشاركة المجتمع المدني في الوقاية من الفساد. ومع ذلك، فإن المجهودات الذي تبذلها الحكومة لا تزال تُعتبر محدودة، حيث أن الفساد لا يزال يشكل مشكلة خطيرة إلا أنها أقل انتشارا بالمقارنة مع البلدان المجاورة على غرار المغرب.
يلعب الوسطاء دور مهم جدا في ممارسة الأعمال التجارية في تونس والعديد من المستثمرين يعتبرون أن وجود اتصالات عند التعاون في العمل من أجل التغلب على العقبات الإدارية قصد الاستثمار والمشتريات العامة أمر بالغ الأهمية، بذلك فإن الشركات المملوكة للدولة أو الجماعات الخاصة المملوكة من قبل العوائل تتمتع بمكانة متميزة، هذا مع تسهيل الوصول إلى التمويل.

## المؤشرات

### مؤشر مدركات الفساد
النظام القديم (معدل بين 0 الأكثر فسادا و10 الأقل فسادا).
| السنة  | 1998 | 1999 | 2000 | 2001 | 2002 | 2003 | 2004 | 2005 | 2006 | 2007 | 2008 | 2009 | 2010 | 2011 |
| ------ | ---- | ---- | ---- | ---- | ---- | ---- | ---- | ---- | ---- | ---- | ---- | ---- | ---- | ---- |
| المعدل | 5.0  | 5.0  | 5.2  | 5.3  | 4.8  | 4.9  | 5.0  | 4.9  | 4.6  | 4.2  | 4.4  | 4.2  | 4.3  | 3.8  |
| الرتبة | 33   | 34   | 32   | 31   | 36   | 39   | 39   | 43   | 51   | 61   | 62   | 65   | 59   | 73   |

النظام الجديد (معدل بين 0 الأكثر فسادا و100 الأقل فسادا).
| السنة  | 2012 | 2013 | 2014 | 2015 | 2016 |
| ------ | ---- | ---- | ---- | ---- | ---- |
| المعدل | 41   | 41   | 40   | 38   | 41   |
| الرتبة | 75   | 77   | 79   | 76   | 75   |

## مقالات ذات صلة
- الهيئة الوطنية لمكافحة الفساد (تونس)

## روابط خارجية
- (بالعربية) موقع الهيئة الوطنية لمكافحة الفساد التونسية.
- (بالفرنسية) برنامج دعم إنشاء نظام النزاهة الوطني في تونس التابع لبرنامج الأمم المتحدة الإنمائي.
- (بالإنجليزية) ملف تونس على موقع Business Anti-Corruption Portal.